# Elionurus hensii
Elionurus hensii är en gräsart som beskrevs av Karl Moritz Schumann. Elionurus hensii ingår i släktet Elionurus och familjen gräs. Inga underarter finns listade i Catalogue of Life.